# Colònia de Dahomey
La colònia de Dahomey (oficialment Dahomey i dependències) es va crear formalment el 22 de juny de 1894 com ampliació de la colònia de Porto Novo (anomenada així per la residència del governador) als antics Establiments Francesos del Golf de Benín.

## Creació de la colònia
Després de la conquesta del regne de Dahomey, el general Dodds va desmembrar els territoris del Golf de Benín per dividir-los administrativament en diverses entitats dins d'una general que s'anomenaria Dahomey i dependències, creada per decret de 22 de juny de 1894. L'integraven:
- 1) A l'oest del Couffo, un país de protectorat: les repúbliques minahs o confederacions de repúbliques dels popos, adjaas i ouatchis.

- 2) A l'est de l'Ouémé, el regne de Kétou format amb una part del Dahomey, i el regne de Porto Novo

- 3) Entre el Couffo i l'Ouémé, els antic regnes conquerits o simplement tributaris de Dahomey, dividits en sis zones: 
  - A) Territoris sota domini directe de Whydah (Ouidah), Savi i Kotonou;
  - B) Regne d'Allada, sota protectorat;
  - C) Regne d'Abomey, la part principal del regne de Dahomey, sota protectorat (fins a 1900);
  - D) Confederació dels dhasses, sota protectorat;
  - E) Confederació dels mahis, capital Savalou, sota protectorat;
  - F) Territoris dels éoués i dels nagos.

- 4) Els territoris de l'Alt Dahomey, dividits en quatre cercles: 
  - Cercle de Gourma
  - Cercle de Djougou-Kouandé
  - Cercle de Borgou (amb Nikki i Parakou)
  - Cercle del Mitjà Níger (amb Bouay i Kandi)

El nou rei d'Allada fou coronat el 4 de febrer de 1894 pel general Dodds amb la mateixa cerimònia que a Abomey; en aquest cas fou proclamat rei el príncep Gigla-Dougbé-Noumaou, descendant de Méji. El 13 de febrer a Kétou fou proclamat rei Odon.
Per completar l'organització del país Dodds va enviar missions a Kétou i Savalou per signar tractats amb diverses confederacions que havien acceptat el protectorat francès.
El paper dels militars va acabar i el govern fou transferit per decret de 22 de juny de 1894 a Victor Ballot, amb el títol ara de governador de Dahomey i dependències, el qual seguiria residint a Porto Novo. La colònia va prosperar i es va desenvolupar fins al Níger i el seu pressupost cobria les seves necessitats. La pau no fou mai alterada.

## Administració
L'autoritat màxima era el governador resident a Porto-Novo amb autoritat sobre tots els establiments entre la colònia britànica de Lagos i la colònia alemanya de Togo, incloent els territoris del interior.
Administrativament la colònia es va dividir en Baix Dahomey i Alt Dahomey. Al Baix Dahomey i havia un administrador en cada cercle en funcions de resident i amb autoritat sobre els caps locals i les viles. L'Alt Dahomey tenia un administrador superior amb autoritat sobre els administradors i residents locals.
El consell d'administració colonial està format per: el governador (president del consell) assistit per un secretari general que el substitueix en cas d'absència; tres membres del funcionariat, designats pel governador; tres membres designats pels caps locals i persones notables (francesos o indígenes) designats pel governador per un període de dos anys; tres notables eren a més designats pel governador com a suplents dels tres titulars designats pels notables. El secretari d'arxius estava agregat al consell; els funcionaris del consell eren designats pel governador sent les seves funcions: secretari general, cap del servei de duanes, cap de despatx, magistrat o administrador; cap de sanitat; cap d'obres públiques; altres caps de servei establerts pel governador; el comandant de les tropes, el cap dels serveis administratius, el cap del servei del tresor i de correus i telègrafs. Cada cap de servei disposava de adjunts auxiliars.
Dahomey era representat al "Conseil supérieur des colonies" per un delegat. El pressupost de la colònia a l'inici del segle XX era de tres milions de francs d'ingressos amb un superàvit de 829.170 francs. Entre els impostos hi havia el "impost indígena" i la capitació personal. La justícia ja estava organitzada sobre la base d'un decret anterior, datat el 26 de juliol de 1894; hi havia jutjats a Whydah i Porto-Novo.
Hi ha una impremta oficial a Porto-Novo creada el 1899. Des de l'1 de gener de 1890 imprimeix el Diari Oficial de la Colònia (primer Establiments Francesos del Golf de Benín, després colònia de Porto Novo i des de 1894 colònia de Dahomey).
El 17 d'octubre de 1899 va passar a formar part de l'Àfrica Occidental Francesa. Els francesos van construir un port a Cotonou i diverses vies fèrries; els missioners catòlics es van ocupar de l'educació. El 16 de juny de 1940 el governador Armand Léon Annet no es va oposar al govern de Vichy que aviat va enviar un nou governador, Léon Hippolyte Truitard; el 13 de novembre de 1942 el govern va passar sota el control de la França Lliure i Truitard fou substituït el 1943. Al final de la guerra, el 1946, Dahomey, com altres colònies, va esdevenir Territori d'Ultramar amb el seu propi parlament i representació a l'Assemblea Nacional Francesa.
El 4 de desembre de 1958 va esdevenir república autònoma de Dahomey, amb autogovern dins de la Comunitat Francesa. Després d'una breu associació amb el Sudan Francès i el Senegal, va accedir a la independència l'1 d'agost de 1960.

## Governadors
- 1889 - 1899 Victor Marie Paul Victor Ballot (de 1889 a 1891 resident a Porto Novo; de 1891 a 1893, tinent governador dels establiment de Benín, de 1893 a 1894 governador de Porto Novo, des de 1894 governador de Dahomey)
- 1899 Jean-Baptiste Fonssagrives (interí)
- 1899 - 1900 Pierre Hubert Auguste Pascal (interí)
- 1900 - 1906 Victor Théophile Liotard
- 1902 Charles Emmanuel Joseph Marchal (suplent de Liotard)
- 1903 - 1904 Eugène Louis Frédéric Décazes (suplent de Liotard)
- 1904 Antoine Julien Oscar Penel (suplent de Liotard)
- 1906 Joseph Étienne Gabriel Lhuerre (interí)
- 1906 - 1908 Charles Emmanuel Joseph Marchal (unterí fins al 16 de juliol de 1906 i després titular)
- 1908 Marie Antoine Edmond Gaudart (interí)
- 1908 Charles Désiré Auguste Brunet (interí)
- 1908 - 1909 Jean Jules Émile Peuvergne
- 1909 - 1911 Henri Jules Jean Baptiste Malan
- 1909 - 1910 Raphaël Valentin Marius Antonetti (suplent de Malan)
- 1911 Raphaël Valentin Marius Antonetti (s.a.)
- 1911 - 1912 Émile Joseph Merwart

## Sostsgovernadors
- 1912 - 1917 Charles Henri Adrien Noufflard (interí fins l'11 de juliol de 1912, després titular)
- 1917 - 1928 Gaston Léopold Joseph Fourn (interí fins al juliol de 1919, després titular)
- 1921 - 1922 Pierre Aimable Chapon-Baissac (suplent de Fourn)
- 1924 Alphonse Paul Albert Choteau (suplent de Fourn)
- 1928 - 1929 Lucien Eugène Geay (interí)
- 1929 - 1931 Dieudonné François Joseph Marie Reste
- 1931 - 1932 Théophile Antione Pascal Tellier
- 1932 Louis Placide Blacher
- 1932 - 1933 Louis Aujas (interí)
- 1933 - 1934 Jules Marcel de Coppet
- 1934 - 1935 Jean Hyacinthe de Santi (interí)
- 1935 - 1937 Maurice Léon Bourgine
- 1935 - 1936 Jean Hyacinthe de Santi (suplent de Borugine)
- 1937 Henri Étienne Martinet (interí)
- 1937 - 1938 Ernest Gayon (interí)
- 1938 Henri Étienne Martinet (interí, segona vegada)
- 1938 - 1940 Armand Léon Annet
- 1940 Pierre Jean André Saliceti (interí)
- 1940 - 1943 Léon Hippolyte Truitard
- 1943 - 1946 Charles André Maurice Assier de Pompignan
- 1946 Robert Legendre (interí)

## Governadors
- 1946 - 1948 Robert Legendre (interí)
- 1948 - 1949 Jean Georges Chambon
- 1949 Jacques Alphonse Boissier
- 1949 - Nov 1951 Claude Valluy (interí)
- 1951 - 1955 Charles Henri Bonfils
- 1955 - 1958 Marc Casimir Biros
- 1958 Bernard Hepp (interí)
- 1958 René Tirant (interí)

## Alt comissionat
- 1958 - 1960 René Tirant